# Les Pilotes de l'enfer
Les Pilotes de l'enfer est la quarante-deuxième histoire de la série Les Aventures de Buck Danny de Jean-Michel Charlier et Francis Bergèse. Elle est publiée pour la première fois en album en septembre 1984.

## Résumé
Une organisation occulte a réussi à voler deux Tomcats et des bombes H, par des opérations d'une folle audace. Buck arrive à déterminer la vaste zone où les Tomcats ont pu atterrir et essaye de deviner leurs intentions.
Mais un proche sommet des chefs d'état monopolise toutes les forces aériennes et navales et il doit cesser ses recherches. Déterminé, il parvient à obtenir de l'amiral l'autorisation « officieuse » de continuer son enquête avec Sonny, en civil. Alors, une minuscule île des caraïbes attire leur attention...